# Luboš Rob (1995)
Luboš Rob (* 18. dubna 1995 České Budějovice) je český lední hokejista, syn bývalého hokejisty Luboše Roba a vnuk Jaroslava Pouzara.

## Ocenění a úspěchy
- 2012 ČHL-18 – Nejlepší nahrávač
- 2014 1.ČHL – Nejproduktivnější junior
- 2015 1.ČHL – Nejproduktivnější junior
- 2019 1.ČHL – Nejlepší útočník
- 2019 1.ČHL – Cena Tomáše Zelenky
- 2019 1.ČHL – All-Star tým
- 2019 1.ČHL – Nejlepší střelec
- 2019 1.ČHL – Nejproduktivnější hráč
- 2022 1.ČHL – Nejlepší útočník
- 2022 1.ČHL – All-Star tým
- 2022 1.ČHL – Cena Tomáše Zelenky
- 2022 1.ČHL – Nejproduktivnější hráč
- 2022 1.ČHL – Nejlepší hráč v pobytu na ledě (+/-)
- 2022 1.ČHL – Nejlepší nahrávač v playoff
- 2024 1.ČHL – All-Star tým
- 2024 1.ČHL – Nejlepší nahrávač
- 2024 1.ČHL – Nejlepší nahrávač v playoff
- 2024 1.ČHL – Nejproduktivnější hráč v playoff

## Prvenství
- Debut v ČHL – 8. ledna 2013 (HC Mountfield proti HC Energie Karlovy Vary)
- První gól v ČHL – 12. září 2019 (HC Sparta Praha proti HC Škoda Plzeň, českému brankáři Matěj Machovský)
- První asistence v ČHL – 22. září 2019 (HC Škoda Plzeň proti PSG Berani Zlín)

## Klubová statistika
| Sezóna       | Klub                       | Soutěž       |     | Základní část | Základní část | Základní část | Základní část | Základní část |   | Play off | Play off | Play off | Play off | Play off |
| Sezóna       | Klub                       | Soutěž       | Z   | G             | A             | B             | TM            | Z             | G | A        | B        | TM       |          |          |
| 2012–13      | HC Mountfield              | ČHL          | 1   | 0             | 0             | 0             | 0             | —             | — | —        | —        | —        |          |          |
| 2013–14      | HC Motor České Budějovice  | 1.ČHL        | 33  | 4             | 14            | 18            | 12            | —             | — | —        | —        | —        |          |          |
| 2014–15      | ČEZ Motor České Budějovice | 1.ČHL        | 49  | 10            | 24            | 34            | 18            | 11            | 1 | 6        | 7        | 0        |          |          |
| 2015–16      | ČEZ Motor České Budějovice | 1.ČHL        | 38  | 9             | 14            | 23            | 16            | 6             | 3 | 3        | 6        | 6        |          |          |
| 2016–17      | ČEZ Motor České Budějovice | 1.ČHL        | 34  | 11            | 15            | 26            | 10            | 9             | 2 | 5        | 7        | 0        |          |          |
| 2017–18      | SK Trhači Kadaň            | 1.ČHL        | 15  | 3             | 6             | 9             | 10            | —             | — | —        | —        | —        |          |          |
| 2017–18      | ČEZ Motor České Budějovice | 1.ČHL        | 35  | 19            | 12            | 31            | 26            | 10            | 0 | 6        | 6        | 6        |          |          |
| 2018–19      | VHK ROBE Vsetín            | 1.ČHL        | 56  | 39            | 26            | 65            | 36            | 12            | 4 | 3        | 7        | 10       |          |          |
| 2019–20      | HC Škoda Plzeň             | ČHL          | 52  | 16            | 14            | 30            | 8             | —             | — | —        | —        | —        |          |          |
| 2020–21      | HC Škoda Plzeň             | ČHL          | 47  | 6             | 11            | 17            | 22            | 1             | 0 | 0        | 0        | 0        |          |          |
| 2021–22      | VHK ROBE Vsetín            | 1.ČHL        | 44  | 25            | 30            | 55            | 18            | 16            | 3 | 10       | 13       | 4        |          |          |
| 2022–23      | VHK ROBE Vsetín            | 1.ČHL        | 52  | 19            | 29            | 48            | 26            | 15            | 1 | 7        | 8        | 9        |          |          |
| 2023–24      | VHK ROBE Vsetín            | 1.ČHL        | 52  | 19            | 36            | 55            | 59            | 14            | 5 | 13       | 18       | 4        |          |          |
| 2024–25      | VHK ROBE Vsetín            | 1.ČHL        |     |               |               |               |               |               |   |          |          |          |          |          |
| Celkem v ČHL | Celkem v ČHL               | Celkem v ČHL | 100 | 22            | 25            | 47            | 30            | 1             | 0 | 0        | 0        | 0        |          |          |

## Reprezentace
| Rok                       | Tým                       | Soutěž                    | Z  | G | A | B | TM |
| ------------------------- | ------------------------- | ------------------------- | -- | - | - | - | -- |
| 2012                      | Česko 17                  | WHC-17                    | 5  | 0 | 1 | 1 | 0  |
| 2013                      | Česko 18                  | MS-18                     | 5  | 1 | 2 | 3 | 2  |
| Juniorská kariéra celkově | Juniorská kariéra celkově | Juniorská kariéra celkově | 10 | 1 | 3 | 4 | 2  |